# Volta Limburg Classic 2016
La Volta Limburg Classic 2016, quarantatreesima edizione della corsa, valida come evento dell'UCI Europe Tour 2016 categoria 1.1, si svolse il 2 aprile 2016 su un percorso di 198 km. Fu vinta dall'olandese Floris Gerts, che concluse la gara in 4h 56' 29" alla media di 40,191 km/h.

## Squadre e corridori partecipanti
Partirono da Eijsden 182 corridori (8 per ciascuna squadra, anche se non tutte al completo) e al traguardo portarono a termine la gara in 78.
| N.      | Cod. | Squadra                     |
| ------- | ---- | --------------------------- |
| 1-8     | BMC  | BMC Racing Team             |
| 11-18   | TLJ  | Team Lotto NL-Jumbo         |
| 21-28   | CCC  | CCC Polsat-Polkowice        |
| 31-38   | ROP  | Roompot Oranje Peloton      |
| 41-48   | GAZ  | Gazprom-RusVelo             |
| 51-58   | SSG  | Stölting Service Group      |
| 61-68   | BAR  | Bardiani-CSF                |
| 71-78   | NIP  | Nippo-Vini Fantini          |
| 81-85   | DEN  | Direct Énergie              |
| 91-98   | ONE  | ONE Pro Cycling             |
| 101-108 | TSV  | Topsport Vlaanderen-Baloise |
| 111-116 | RDT  | Rabobank Development Team   |

| N.      | Cod. | Squadra                          |
| ------- | ---- | -------------------------------- |
| 121-128 | TKG  | Kuota-Lotto                      |
| 131-138 | BBD  | Baby-Dump Cyclingteam            |
| 141-148 | CRV  | Crelan-Vastgoedservice           |
| 151-158 | PVC  | Parkhotel Valkenburg Continental |
| 161-168 | CJP  | Cyclingteam Jo Piels             |
| 171-178 | MET  | Metec-TKH p/b Mantel             |
| 181-188 | MMM  | Team 3M                          |
| 191-198 | RIJ  | Cyclingteam Join's-De Rijke      |
| 201-208 | SKT  | An Post-ChainReaction            |
| 211-216 | WBC  | Wallonie Bruxelles-Group Protect |
| 221-227 | COH  | Team Coop-Øster Hus              |
| 231-238 | CCD  | Differdange-Losch                |

## Ordine d'arrivo (Top 10)
| Pos. | Corridore        | Squadra      | Tempo    |
| ---- | ---------------- | ------------ | -------- |
| 1    | Floris Gerts     | BMC          | 4h56'29" |
| 2    | Sonny Colbrelli  | Bardiani-CSF | s.t.     |
| 3    | Philippe Gilbert | BMC          | a 2"     |
| 4    | Rick Zabel       | BMC          | s.t.     |
| 5    | Iuri Filosi      | Nippo        | s.t.     |
| 6    | Huub Duyn        | Roompot      | s.t.     |
| 7    | Krister Hagen    | Coop         | s.t.     |
| 8    | Olivier Pardini  | Wallonie     | s.t.     |
| 9    | Loïc Vliegen     | BMC          | a 6"     |
| 10   | Dylan Teuns      | BMC          | a 12"    |